# Pensionnat indien de Marieval
Le pensionnat indien de Marieval, situé en Saskatchewan sur la réserve Cowessess 73 (en) à Marieval, Saskatchewan (en), faisait partie du réseau de pensionnats pour Autochtones au Canada. Il est en activité de 1898 à 1997. Il se trouvait dans la vallée de la rivière Qu'Appelle, à l'est de Crooked Lake et à 24 km au nord de Broadview.

## Historique
Les missionnaires Oblats de Marie-Immaculée ont géré 48 pensionnats dont ceux de Marieval et de Kamloops. Les Oblats de Marie-Immaculée ont dirigé Marieval dès sa construction en 1898 jusqu'aux années 1960.
En juin 2021, le Cowessess First Nation (en) met au jour 751 tombes anonymes sur le terrain attenant à l'école : d'après la Federation of Sovereign Indigenous Nations (en), il s'agit du plus grand cimetière officieux de ce type en 2021,,.
Cependant, selon plusieurs membres de la Première Nation de Cowessess, ces tombes n'étaient pas toutes celles d'enfants ayant vécu au pensionnat, mais également des restes de personnes vivant dans la communauté environnante.
La découverte de ces tombes fut précédée, un mois plus tôt, par celle des restes de 215 personnes inhumées dans l'anonymat au pensionnat indien de Kamloops.